# چامورلو (گوینوجک)
چامورلو (به ترکی استانبولی: Çamurlu) یک منطقهٔ مسکونی در ترکیه است که در گوینوجک واقع شده‌است.